# 靳東
靳 東（ジン・ドン、1976年12月22日 - ）は、中国山東省済寧市出身の俳優である。1999年に中央戯劇学院音楽劇班（ミュージカル科）を卒業後、中国のテレビドラマを中心に活動中。台湾製作のヒットドラマにも出演している。

## プロフィール
- 出身 - 中国山東省済寧市
- 身長 - 183cm
- 血液型 - O型

## 出演作品

### ドラマ
- 天空之城〜City of Sky〜（2004年）- 段鵬 役
- Silence〜深情密碼〜（2006年）- 胡漢新 役
- インファナル・ラブ〜上海狂想曲〜（2010年）- 劉一魁 役
- 偽装者（2015年）- 明楼 役
- 琅琊榜 〜麒麟の才子、風雲起こす〜（2015年）- 藺晨 役
- 我的前半生（2017年）- 賀涵 役
- 恋愛先生 MR･RIGHT（2018年）

### 映画
- 北京の恋〜四郎探母〜（秋雨） （2004年）- 何鳴 役